# Prusim (województwo zachodniopomorskie)
Prusim – osada sołecka w północno-zachodniej Polsce położona w województwie zachodniopomorskim, w powiecie łobeskim, w gminie Resko. Leży około 4 kilometry na południowy wschód od Reska, 21 kilometrów na północny zachód od Łobza i 69 km na północny wschód od stolicy województwa – Szczecina.
Przed 1945 Prusim znajdował się na terytorium niemieckim. W latach 1975–1998 miejscowość położona była w województwie szczecińskim.